# Quercus filiformis
Quercus filiformis là một loài thực vật có hoa trong họ Cử. Loài này được Muhl. miêu tả khoa học đầu tiên năm 1818.